# Georges Condominas
Georges Condominas (abrégé en « Condo » pour ses intimes et ses étudiants), né le 29 juin 1921 à Hải Phòng et mort le 16 juillet 2011 dans le 13e arrondissement de Paris, est un ethnologue français spécialiste de l'Asie du Sud-Est et en particulier des sociétés traditionnelles de cette aire, ainsi que de Madagascar. Il est surtout connu pour ses travaux sur les Mnong notamment via son ouvrage Nous avons mangé la forêt.

## Biographie
Georges Condominas est né le 29 juin 1921 à Haïphong (Tonkin, Indochine française, actuel Viêt Nam) d’un père français et d’une mère métisse luso-sino-vietnamienne. Il meurt à l'hôpital Broca à Paris le 16 juillet 2011 alors qu'il avait été hospitalisé depuis quelque temps,.
Après la guerre, Condominas suit les cours d'André Leroi-Gourhan, Denise Paulme et Marcel Griaule au musée de l'Homme, avec Georges Balandier, Jean Guiart, Paul Rivet et Paul Mercier. Il suit aussi le séminaire de Maurice Leenhardt à l'École pratique des hautes études (Ephe).

### Un terrain fondateur: Sar Luk (Viêt Nam)
Il s'embarque pour un premier terrain à vingt-sept ans, en 1948, pour le compte de l'Office de la recherche scientifique coloniale (ORSC), futur Orstom. Il se retrouve à Sar Luk, village de population mnong gar, sur le plateau du Darlac (aujourd’hui province de Đắk Lắk), au centre du Viêt Nam. Il rend compte le plus fidèlement possible de la vie sociale de ce village.
Il résulte du terrain de Sar Luk une œuvre scientifique abondante d'où se dégagent deux livres au fort retentissement :
- Nous avons mangé la forêt, que remarquent Maurice Nadeau[4][source insuffisante] et Édouard Glissant[5][source insuffisante] et qui est considéré dès sa sortie, en 1957, comme un chef-d'œuvre, renouvelant totalement le genre de la littérature ethnographique au point que Claude Lévi-Strauss le décrit comme le « Proust de l'ethnologie »[6].
- L'exotique est quotidien (1965), publié dans la collection Terre humaine, chez Plon, dirigée par Jean Malaurie.

### Le CeDRASEMI
Condominas poursuit sa carrière d'ethnographe à travers plusieurs séjours de recherche entre 1957 et 1960. Il est successivement :
- chercheur de l'Orstom au Togo où il s'initie au vaudou, la seule religion où il a un rôle, et à Madagascar ;
- membre correspondant de l'École française d'Extrême-Orient (ÉFEO) ;
- détaché auprès de l'Organisation des Nations unies pour l'éducation, la science et la culture (Unesco) en Thaïlande, au Laos et au Cambodge.

Il est élu en 1960 directeur d'études à l'École des hautes études en sciences sociales où il crée en 1962, avec André-Georges Haudricourt et Lucien Bernot, le Centre de documentation et de recherche sur l'Asie du Sud-Est et le monde insulindien (CeDRASEMI). Le centre de documentation est un lieu d'accueil pour de nombreux chercheurs français et internationaux travaillant sur cette aire géographique.

### Un engagement total
Pour Georges Condominas l'ethnologie est un genre de vie à part entière qui justifie ses engagements :
- l'anticolonialisme (signataire du Manifeste des 121),
- la dénonciation de l'ethnocide des Mnong Gar,
- la promotion d'un développement respectueux des cultures traditionnelles,
- la lutte pour la reconnaissance d'un patrimoine culturel immatériel.

L'enseignement de Georges Condominas (et du CeDRASEMI), dans la lignée de celui de André Leroi-Gourhan et Lucien Bernot, a largement fait école. Il y insiste sur la nécessité de la longue durée dans l'observation de terrain et sur celle de la pratique des langues locales, sans interprète, pour la collecte des données, ainsi que sur l'importance de la prise en compte de ce qu'il appelle la « théorie des trois niveaux » : tout observateur doit prendre en compte simultanément la théorie scientifique (vision occidentale), l'ethnoscience (ou ensemble des conceptions indigènes) et les faits bruts, souvent en décalage avec tous les discours. Par ailleurs, il est le créateur du concept d'« ethnocide ». Georges Condominas le définit comme une volonté de détruire ou au moins d'amoindrir la culture d'un peuple minoritaire en vue d'assimilation au peuplement principal ; il est également l'inventeur du concept d'« espace social » défini comme « espace déterminé par l'ensemble des systèmes de relations, caractéristique du groupe considéré » en lieu et place du mot « ethnie », trop vague et inopérant à refléter la complexité de la réalité ethnographique dans de nombreuses sociétés d'Asie du Sud-Est (et ailleurs), sans doute son apport conceptuel le plus important. Il trouvera des applications notamment en sociologie et anthropologie de l'alimentation, où Jean-Pierre Poulain propose le « concept d'espace social alimentaire »,. Condominas a enfin proposé le concept de « technologie rituelle » exprimant la réelle symbiose entre technologie, croyances et rites dans la plupart des sociétés traditionnelles (sur l'apport méthodologique de Georges Condominas à l'ethnologie et l'anthropologie sociale.

### Une œuvre reconnue à travers le monde
Le rayonnement de l'œuvre de Condominas dépasse l'Hexagone. Ancien vice-président de l'Union internationale des sciences anthropologiques et ethnologiques, il est plusieurs fois visiting professor aux universités Columbia et Yale entre 1963 et 1969 puis Fellow du Center for Advanced Studies in the Behavioral Sciences de Palo Alto en 1971. En 1972, à Toronto, il est le premier ethnologue étranger invité à prononcer le discours inaugural ou distinguished lecture de l'American Anthropological Association (AAA). Au Japon, il est considéré comme un maître de l'ethnologie et il est le premier étranger à prononcer un discours au 50e anniversaire du Nihon Minzoku Gakkai (Association japonaise d’ethnologie) à Tokyo en 1983. Il est également invité à l'université nationale australienne en 1987 et à l'université japonaise de Sophia en 1992.
Georges Condominas est aussi l'ami des écrivains et des poètes. Georges Pérec lui rend hommage dans un très beau texte intitulé Anagrammes de Georges Condominas. Admirateur de Chateaubriand, il convainc Garnier-Flammarion de rééditer la Vie de Rancé et en rédige la postface.
Sa consécration auprès du grand public vient avec l'exposition Nous avons mangé la forêt… : Georges Condominas au Viêt Nam du 19 juin au 17 décembre 2006 à l'occasion de l'inauguration du musée du quai Branly, reprise l'année suivante à Hanoï avec un catalogue spécifique bilingue. À cette occasion, la médiathèque du musée du quai Branly acquiert un fonds important d'archives, de livres et de photographies de Georges Condominas qui sont désormais à la disposition des chercheurs.

## Publications

### Ouvrages
Auteur
- [1957] Nous avons mangé la forêt de la Pierre-Génie Gôo (Hii Saa Brii Mau-Yaang Gôo) : chronique de Sar Luk, village Mnong Gar (tribu proto-indochinoise des Hauts-Plateaux du Viêt Nam central), Paris, Mercure de France (réimpr. 1974, 1982, 1994 et 2003) (1re éd. 1957), 495 p., 21 cm (ISBN 2-7152-2419-2, OCLC 418519980, BNF 31963164, SUDOC 007571003, présentation en ligne).
- [1960] Fokon'olona et collectivités rurales en Imerina  (préf. Hubert Deschamps), Paris, Berger-Levrault / IRD, coll. « l'Homme d'Outre-Mer. Nouvelle série, no 4 » (réimpr. 1961 et 1991) (1re éd. 1960), 235 p., 22 cm (OCLC 492860801, BNF 43370898, SUDOC 018479715, présentation en ligne, lire en ligne [PDF]). [compte-rendu] par Jean Defos du Rau.
- [1965] L'exotique est quotidien : Sar Luk, Viet-Nam central, Paris, Plon, coll. « Terre humaine  (ISSN 0492-7915) / Presses pocket (ISSN 0244-6405), no 3034 » (réimpr. 1966, 1971/77, 1982 et 2006) (1re éd. 1965), 538 p., 21 cm (ISBN 2-266-16146-6, OCLC 489993577, BNF 32965180, SUDOC 010451145, présentation en ligne).
- [1980] L'espace social : à propos de l'Asie du Sud-Est  (traduit en 1990), Paris, Flammarion / Les Indes savantes, coll. « Science  (ISSN 2780-8971) » (réimpr. 2006) (1re éd. 1980), 556 p., 22 cm (ISBN 2-84654-050-0, OCLC 132440126, BNF 34642523, SUDOC 000352616, présentation en ligne). [compte-rendu] par Pierre Brocheux.
- [1998] (fr + lo) Le bouddhisme au village (vat sonnabot) : notes sur le Bouddhisme populaire en milieu rural lao (plaine de Vientiane)  (préf. Yves Goudineau, postface François Bizot), Vientiane, Éditions des Cahiers de France, coll. « id. (ISSN 0858-1665) », 1998, 230 p., 26 cm (ISBN 978-2-8553-9400-8, OCLC 496217873, SUDOC 051981548, présentation en ligne). [compte-rendu] par Bernard Formoso.
- [2001] (fr + en) Esquisse d'une étude sur la navigation et la pêche aux Nouvelles-Hébrides  (édition d'un manuscrit rédigé en 1947), Nouméa (Nouvelle-Calédonie), Centre IRD  (ISSN 1297-9635), III, 4, 2001, 47 p., 29 cm (OCLC 490706387, BNF 37720105, SUDOC 060385944, présentation en ligne, lire en ligne [PDF]).

Directeur
- [1979] G. Condominas (dir.) et Simone Dreyfus-Gamelon (dir.), EHESS et la DGRST (colloque réalisé le 18-22 avril 1977 à Paris), L'anthropologie en France : situation actuelle et avenir, Paris, Éd. du CNRS, coll. « Colloques internationaux du CNRS  (ISSN 0366-7634), no 573 » (réimpr. 2000) (1re éd. 1979), 570 p., 27 cm (ISBN 2-222-02371-8, OCLC 419703971, BNF 34646511, SUDOC 000366447, présentation en ligne).
- [1982] G. Condominas (dir.) et Richard Pottier (dir.), CeDRASEMI (présenté au Président de la République), Les réfugiés originaires de l'Asie du Sud-Est : (T. 1) Arrière-plan historique et culturel, les motivations de départ et (T. 2) Monographies (Vietnam, Cambodge et Laos), vol. 2, Paris, La Documentation française, coll. « Rapports officiels  (ISSN 0981-3764) », 1982-84, 227-254 p., 24 cm (ISBN 2-11-000923-3, OCLC 1390574261, BNF 36610001, SUDOC 000882259, présentation en ligne).
- [1990] (fr + th) Raya thāng sangkhom (ระยะทางสังคม) [« L'espace social »]  (trad. Chatchada Ratanasamaharn et Sumitra Baffie, préf. Michel Deverge et Jean Baffie, conférence à l'Université Mahidol, 2 juillet 1984), Bangkok, Éditions des Cahiers de France, coll. « id. (ISSN 2020-5236) »,‎ 1990, 65 p., 26 cm (OCLC 33149116, SUDOC 024359750, présentation en ligne).
- [1992] G. Condominas (dir.), Denise Bernot (coll.), Marie-Alexandrine Martin (coll.) et Monique Zaini-Lajoubert (coll.), Disciplines croisées : hommage à Bernard-Philippe Groslier, Paris, éd. de l'EHESS, coll. « Ateliers ASEMI  (ISSN 0993-538X), no 2 », 1992, 377 p., 24 cm (ISBN 2-7132-0992-7, OCLC 1405474600, BNF 36660683, SUDOC 002735474, présentation en ligne).
- [1998] G. Condominas (dir.), Formes extrêmes de dépendance : contributions à l'étude de l'esclavage en Asie du Sud-Est, Paris, Éd. de l'EHESS, coll. « Civilisations et sociétés  (ISSN 0069-4290), no 96 », 1998, 582 p., 24 cm (ISBN 2-7132-1271-5, OCLC 1413780389, BNF 37070410, SUDOC 045174423, présentation en ligne)[Note 2].

En collaboration
- [1953] André Leroi-Gourhan, Jean Poirier, André-Georges Haudricourt et G. Condominas, Ethnologie de l'Union française : territoires extérieurs. Tome second, Asie, Océanie, Amérique, Paris, PUF, coll. « Pays d'outre-mer. 6e série, Peuples et civilisations d'outre-mer  (ISSN 0479-7310), no 2 », 1953, 1084 p., 23 cm (OCLC 491524766, BNF 32537137, SUDOC 071899421, présentation en ligne).
- [1978] Jean Poirier (dir.), « L'Asie du Sud-Est », dans Ethnologie régionale II : Asie-Amérique-Mascaraignes, Paris, Gallimard, coll. « Encyclopédie de la Pléiade, XLII », 1978, XIV-2076 p., 18 cm (ISBN 2-07-010893-7, OCLC 801065897, BNF 35233501, SUDOC 160325242, présentation en ligne), p. 283-375.
- [1990] (en) Gehan Wijeyewardene (dir.), Judith Wilson (coll.) et Paula Harris (coll.) (trad. Stephanie Anderson et Maria Magannon), From Lawa to Mon, from Saa' to Thai : historical and anthropological aspects of Southeast Asian social spaces [« L'espace social à propos de l'Asie du Sud-Est »], Canberra, Department of Anthropology, Research School of Pacific Studies, The Australian National University, coll. « Occasional paper of the Department of Anthropology…  (ISSN 0726-2647) », 1990, VI-114 p., 21 cm (ISBN 0-7315-0891-2, OCLC 490641811, SUDOC 021747318, présentation en ligne).
- [2000] G. Condominas et Claude Gaudillot (préf. Pierre Le Roux (1960-), photogr. G. Condominas, Rapport de mission, octobre 1959), La Plaine de Vientiane : Étude socio-économique, Paris, SevenOrients / Libr. orientaliste P. Geuthner, 2000, 310 p., 25 cm (ISBN 2-7053-3677-X, OCLC 490733920, BNF 39156764, SUDOC 055725953, présentation en ligne).
- Asie du Sud-Est. Fascicule 3, p. 4333-4405 (sous la dir. de G. Condominas) in Jean-François Mattéi (sous la dir. de) : Les Œuvres philosophiques. Dictionnaire, tome 2, Philosophie occidentale : 1889-1990, Pensées asiatiques, Conceptualisation des sociétés traditionnelles, Répertoires, index, tables, in André Jacob (sous la dir. de) : Encyclopédie philosophique universelle, volume III, Paris, Presses universitaires de France. s.d.

### Articles
- (en) The primitive life of Vietnam's mountain people. in Natural history, juin-juillet 1966, 1966, p. 13-20. ISSN 0028-0712.
- (en) « Ethics and comfort : An ethnographer’s view of his profession », Annual Report of the American Anthropological Association (Distinguished Lecture 1972 of the AAA), April, p. 1-17, 1973.
- « Pour une définition anthropologique du concept d’espace social », p. 5-54 in « Espace social et analyse des sociétés en Asie du Sud-Est », ASEMI, VIII (2), 1977.
- « Propos sur la complexité des problèmes de l’Asie du Sud-Est », Hérodote, 21, p. 14-30, 1981.
- « Aînés, anciens et ancêtres en Asie du Sud-Est : entretiens de Nicole Benoît-Lapierre avec Georges Condominas », Communications, 37, p. 55-67, 1983.
- G. Condominas et Yves Goudineau. « La contestation ethnologique. » Cahiers des Sciences humaines (Paris) : Trente Ans, 1993, vol. 1993, p. 37-49. ISSN 0768-9829.
- Hugues Tertrais. « Georges Condominas. L'ethnologie comme mode de vie. » La lettre de l'AFRASE, mars 1996, 1996, no 38.
- Les pratiques alimentaires : un patrimoine culturel à sauvegarder, in Poulain Jean Pierre (coord.), Pratiques alimentaires et identités culturelles, Les Études Vietnamiennes, 3-4, 1997, no 125-126.
- « La guérilla viêt. Trait culturel majeur et pérenne de l’espace social vietnamien », L'Homme, 164, n.s. « Histoire, littérature et ethnologie », p. 17-36, 2002.
- « L'espace social, à l'articulation du social et du biologique », in « Lettre scientifique de l'Institut français pour la nutrition », no 89 (« Pour une socio-anthropologie de l’alimentation »), janvier 2003, p. 2-4. [PDF] [lire en ligne].
- « Entretien avec Yves Goudineau Recherche et sauvegarde du patrimoine immatériel », 2003, Udaya (Phnom Penh, APSARA), 4, p. 69-81.
- (en) Researching and Safeguarding the Intangible Heritage, (transcription and annotation), Museum International, 56:1-2 p. 21-31, 2004.

### Discographie
- Georges Condominas ; Musique mnong gar du Vietnam (anthologie de musique proto-indochinoise, vol. 1), Paris, OCORA, 1974, 33 tours, texte de G. Condominas, 10 p. en français et en anglais, notes et bibliog., 12 photos noir et blanc, 1 photo couleur, 1 carte (Musée de l’Homme collection, OCORA OCR 80/ ORTF). [Enregistrement sonore]
- Georges Condominas, Jacques Dournes et Geneviève Thibault. Viêt Nam : Musiques des Montagnards. Le chant du Monde ; Arles : Harmonia Mundi, 1997. [Enregistrement sonore].